# Le Prix de la loyauté (téléfilm, 2019)
Pour le film de Gavin O'Connor sorti en 2008, voir Le Prix de la loyauté.
Série
Le Prix de la vérité
(2017) Le Prix de la trahison
(2021)
Pour plus de détails, voir Fiche technique et Distribution.
Le Prix de la loyauté est un téléfilm policier français de Grégory Écale diffusé en 2019. Il a également été programmé sous le titre Meurtres en Provence en tant que hors-série de la collection de téléfilms franco-belge Meurtres à….
Il constitue le second volet d'une trilogie scénarisée par Laurent Mondy et mettant en scène la capitaine Marie Jourdan interprétée par Mimie Mathy. Il est précédé par Le Prix de la vérité  (2017) et suivi par Le Prix de la trahison (2020).

## Synopsis
Le capitaine Paul Danceny est arrêté à côté du cadavre de Gabriel Fabian, médecin dans une clinique esthétique. Placé en garde à vue, il a le temps d'appeler Marie Jourdan pour qu'elle lui vienne en aide. Cette dernière, de la PJ de Lyon, se rend donc à la gendarmerie où Paul est interrogé par un procureur convaincu de sa culpabilité. Le médecin légiste établit que Fabian a été heurté par une voiture. Paul, de son côté, avoue qu'il a un mobile : il est l'amant de l'épouse du directeur de la clinique où travaille Fabian. Jourdan et Danceny se rendent dans l'établissement pour mener l'enquête.

## Fiche technique
- Titre : Le Prix de la loyauté ; Meurtres en Provence (titre de collection)
- Réalisation : Grégory Écale
- Scénario : Laurent Mondy
- Musique originale : Fabien Nataf
- Photographie : Olivier Guarguir
- Décors : Caroline Thibouville
- Production : Richard Berkowitz
  - Production exécutive : Bernard Paccalet
- Société de production : Épisode Productions avec la participation de France 3
- Pays de production :  France
- Langue originale : français
- Format : couleur - HDTV - 16/9 - son stéréo
  - Belgique : 7 mai 2019 sur La Une[1]
  - France : 15 juin 2019 sur France 3

## Distribution
- Mimie Mathy : la capitaine Marie Jourdan
- Mathieu Delarive : le capitaine Paul Danceny
- Jérôme Anger : Ancien juge Édouard Danceny le père de Paul
- Yvon Back : Docteur Marc Vandeuil
- Gaëlle Marie : Gendarme Sofia
- Laetitia Fourcade : Docteur Lorraine Vandeuil
- Sophie Staub : Docteur Clémence Vandeuil
- Gaëlle Gillis : Jeanne Daguerre
- Alexandra Mercouroff : Docteur Béatrice Keller
- Marie Piton : Florence
- Matheo Capelli : Procureur Gerfaud (apparition au début puis mentionné)
- Marlène Veyriras : la légiste
- Nathalie Dodivers : l'infirmière
- Carole Palcoux : l'employée de la clinique
- Maxime Flourac : le policier municipal
- Valérie Leboutte : Célia Moreau

## Production

### Audiences
- France : 3,02 millions de téléspectateurs (première diffusion) (16.0 % de part d'audience)[réf. nécessaire]

## Autour du film
- Mathieu Delarive fait partie de la production de la série Joséphine, ange gardien.
- Yvon Back a participé dans deux épisodes « Une santé d’enfer » et « Police blues » de la série Joséphine, ange gardien avec Mimie Mathy
- Jérôme Anger a interprété avec Yvon Back un duo de gendarmes dans la série Enquêtes réservées.
- Mathéo Capelli a joué dans l’épisode « Restons-zen » de Joséphine, ange gardien.
- Marie Piton a participé à l’épisode « Marie-Antoinette » et à l’épisode « Parenthèses enchantées » de Joséphine, ange gardien.